# قائد الدانوب
قائد الدانوب (بالفرنسية: Le Pilote du Danube)‏، (بالإنجليزية: The Danube Pilot)‏ رواية مغامرة من تأليف الروائي جول فيرن صدرت عام 1908.